# Ladislav Čapek
Ladislav Čapek (ur. 2 lipca 1919, zm. 17 stycznia 1996) – czeski reżyser filmów animowanych.
Twórca popularnych czeskich wieczorynek, m.in. serii bajek o rozbójniku Rumcajsie, O gajowym Robatku i jeleniu Wietrzynku i V chalúpke za chalúpkou.

## Filmografia
- 1967: Przygody rozbójnika Rumcajsa
- 1972: Cypisek – syn rozbójnika Rumcajsa
- 1978: O gajowym Robatku i jeleniu Wietrzynku
- 1987: Królowa Śniegu